# 佐藤 (豊橋市)
佐藤（さとう）は、愛知県豊橋市の地名。現行行政地名は佐藤町および佐藤一丁目から五丁目。

## 地理

### 河川・池沼
- 柳生川

### 施設
- 豊橋市立つつじが丘小学校
- 豊橋市立つつじが丘保育園

2025年（令和7年）4月開園。老朽化により、同年3月をもって閉園した新吉保育園の代替として建設が進められた。建物は地元である東三河産のスギやヒノキを材料とした木造2階建て、延べ907平方メートル。コンセプトは全国の学生から「とよはし公共建築学生チャレンジコンペティション」として募った中から、名古屋工業大学大学院の学生3人のアイデアである「風土の中のさんぽミチ」が採用され、設計に反映されている。

## 歴史

### 地名の由来
吉田の佐藤氏が新田開発したことに由来する。

### 沿革

#### 佐藤町
- 1667年（寛文7年） - 新田開発により高足村より佐藤村が分立する[2]。
- 1878年（明治11年）12月28日 - 福岡村の一部となる[2][3]。
- 1932年（昭和7年）9月1日 - 高師村大字福岡の一部により、豊橋市佐藤町が成立[2][4]。
- 1957年（昭和32年）10月5日 - 一部が西幸町となる[2][5]。
- 1965年（昭和40年）1月19日 - 一部が江島町・牧野町となる[2][6]。

#### 佐藤
- 1996年（平成8年）9月7日 - 佐藤一丁目から五丁目が成立[7]。

### 人口の変遷
国勢調査による人口および世帯数の推移。

#### 佐藤町
| 1995年（平成7年）  | 1442世帯 4644人 |  |
| 2000年（平成12年） | 16世帯 52人     |  |
| 2005年（平成17年） | 23世帯 62人     |  |
| 2010年（平成22年） | 34世帯 98人     |  |
| 2015年（平成27年） | 32世帯 90人     |  |
| 2020年（令和2年）  | 32世帯 78人     |  |

#### 佐藤
| 2000年（平成12年） | 1674世帯 5125人 |  |
| 2005年（平成17年） | 1857世帯 5391人 |  |
| 2010年（平成22年） | 1962世帯 5418人 |  |
| 2015年（平成27年） | 2067世帯 5393人 |  |
| 2020年（令和2年）  | 2202世帯 5386人 |  |

### WEB
1. 1 2 3 4  総務省統計局 (2022年2月10日). “令和2年国勢調査の調査結果(e-Stat) - 男女別人口，外国人人口及び世帯数－町丁・字等” (CSV). 2023年8月2日閲覧。
2. 1 2  “愛知県豊橋市の町丁・字一覧”.   人口統計ラボ. 2023年4月13日閲覧。
3. 1 2  “読み仮名データの促音・拗音を小書きで表記するもの(zip形式) 愛知県” (zip).   日本郵便 (2024年2月29日). 2024年3月26日閲覧。
4. 1 2  “市外局番の一覧” (PDF).   総務省 (2022年3月1日). 2022年3月22日閲覧。
5. 1 2  “ナンバープレートについて”.   一般社団法人愛知県自動車会議所. 2024年1月21日閲覧。
6. ↑  総務省統計局 (2014年3月28日). “平成7年国勢調査の調査結果(e-Stat) - 男女別人口及び世帯数 －町丁・字等” (CSV). 2021年7月20日閲覧。
7. 1 2  総務省統計局 (2014年5月30日). “平成12年国勢調査の調査結果(e-Stat) - 男女別人口及び世帯数 －町丁・字等” (CSV). 2021年7月20日閲覧。
8. 1 2  総務省統計局 (2014年6月27日). “平成17年国勢調査の調査結果(e-Stat) - 男女別人口及び世帯数 －町丁・字等” (CSV). 2021年7月21日閲覧。
9. 1 2  総務省統計局 (2012年1月20日). “平成22年国勢調査の調査結果(e-Stat) - 男女別人口及び世帯数 －町丁・字等” (CSV). 2021年7月21日閲覧。
10. 1 2  総務省統計局 (2017年1月27日). “平成27年国勢調査の調査結果(e-Stat) - 男女別人口及び世帯数 －町丁・字等” (CSV). 2021年7月21日閲覧。

### 書籍
1. 1 2 3 4  岸侑輝『木の香漂うつつじが丘保育園 地元材ふんだん 開放的なつくり 名工大院生のアイデア 豊橋市が開園式』東愛知新聞2025年4月3日7面。
2. 1 2 3 4 5 6  「角川日本地名大辞典」編纂委員会 1989, p. 613.
3. ↑  吉川 1976, p. 26.
4. ↑  吉川 1976, p. 29.
5. ↑  吉川 1976, p. 42.
6. ↑  吉川 1976, p. 65.
7. ↑  豊橋百科事典編集委員会 2006, p. 558.